# Benjamin Tucker
Benjamin Ricketson Tucker (South Dartmouth, Massachusetts, EUA, 17 d'abril de 1854 - Mònaco, 22 de juny de 1939) fou un teòric estatunidenc de l'anarcoindividualisme filosòfic i de l'economia mutualista en el segle xix.

## Difussor
La contribució de Benjamin Ricketson Tucker a l'anarcoindividualisme es realitzà a través de la publicació de periòdics i els seus propis escrits. Editant i publicant el diari anarquista "Liberty", Tucker filtrà i integrà les teories de pensadors europeus, com Herbert Spencer i Pierre-Joseph Proudhon, amb la dels pensadors anarcoindividualistes nord-americans, Lysander Spooner, William Greene i Josiah Warren, a més d'incloure les idees de la llibertat de pensament i l'amor lliure, tot amb el fi de produir bases per l'anarquisme individualista i que ell anomenà socialisme anarquista.
S'encarregà de l'edició i difusió de les seves traduccions de les obres de Mikhaïl Bakunin i Max Stirner; és, a més, la primera persona a introduir les obres de Friedrich Nietzsche als Estats Units, autor del que Tucker també realitzà diverses de les primeres traduccions a l'anglès.

## Ideòleg
Tucker compartí les idees amb els simpatitzants de l'amor lliure i del lliure pensament, prop del rebuig en contra de la legislació de caràcter religiosa, però va veure, també, la pobre condició dels treballadors americans com un resultat de quatre monopolis capitalistes:
1. diners
2. terratinents
3. aranzels i tarifes
4. patents

Com a anarquista individualista significava el "capitalisme" al "capitalisme d'Estat", a l'aliança del govern i les companyies. Com una solució a aquest "capitalisme", reclamava mesures com un sistema bancari lliure, desitjant establir alternatives voluntàries (associació voluntària, mercat lliure) per a obtenir una societat d'emprenedors lliures i que al seu criteri resultaria més efectiva.